# Wilke Jan Kaasjager
Wilke Jan Kaasjager (Rotterdam, 7 december 1919 – Het Gooi, 13 juli 2004) was een Nederlands auteur, musicograaf en muziekredacteur.
Hij was zoon van Jan Willem Kaasjager en Catharina Wobbina Klok. Hij was getrouwd met Wilhelmina Johanna Rijsdijk.
Hij kreeg een piano-opleiding van Marius Salomons en muziektheorie van A. Herckenrath. Hij was redacteur bij uitgeverij J.J. Lispet in Hilversum, maar ook voor muziekbladen als Euphonia, Musica en Muziek Mercuur. In 1976 volgden Koor- en Kunstleven en De Muziekhandel. In zijn artikelen verdeelde hij de aandacht tussen beroeps- en amateurmuziek. Hij schreef het Nederlands Liederenboek (1952) en Algemene Muziekleer (1955) voor Klavarscribo. Het artikel voor Grove Online betreffende Klavarscribo is van zijn hand; hij schreef ook voor MGG Online. Andere publicaties zijn:
- 1971: Harmonie en fanfarekorpsen
- 1976: Thematische catalogi
- 1978: Bijnamen en binnentitels
- 1979: Titels en bijnamen in de muziek
- 000?: Handleiding voor het overschrijven van muziek uit de traditionele notatie in Klavarscribo[1]

Hij liet zijn gelden na aan stichting Dedicon.